# 別府隆彦
別府 隆彦（べっぷ たかひこ、1926年2月27日 - 2010年12月25日）は、北海道旭川市出身の元アマチュア野球選手・指導者である。ポジションは内野手。

## 来歴・人物
旧制明治中学校では内野手としてプレーし、明治大学に進学。大学3年生の時にマネージャーをする傍らに、島岡吉郎監督の後を受けて母校の明治中学の野球部監督を務めた。大学卒業後は大和証券に入社し、同社の軟式野球部の監督も務め、硬式への切り替えに取り組んだ。
1988年から1995年までに島岡吉郎の後任として、明治大学の監督を務めた。監督在任時には、東京六大学野球リーグでは、4回優勝を果たし、1995年の明治神宮野球大会では、エースの川上憲伸を擁して、日本一を果たした。監督就任直後に東京六大学野球において、初めて女子マネージャーを採用し、一塁手であった野村克則には父・克也と同じ捕手転向、背番号19を着用させたり、1995年の秋季リーグで、アメリカ出身のジョディ・ハーラー投手を野村とのバッテリーで女性で初めてリーグ戦に登板させるなど大学野球に新しい風を吹き込んだ。1996年から総監督を務めた。
2010年12月25日、間質性肺炎のために死去。84歳没。